# Aldo Giordano
Pour les articles homonymes, voir Giordano.
Aldo Giordano est un évêque catholique italien né à Coni le 20 août 1954 et mort le 2 décembre 2021 à Louvain.

## Biographie
Aldo Giordano est ordonné prêtre le 28 juillet 1979 pour le diocèse de Coni. Il étudie la théologie et la philosophie et devient professeur de philosophie. Ses travaux de recherche traitent de la pensée de Friedrich Nietzsche.
Le 15 mai 1995, Giordano est nommé secrétaire général du Conseil des conférences épiscopales d'Europe, poste qu'il occupe jusqu'en 2008. En 2002, il est nommé chapelain de Sa Sainteté et en 2006, prélat de Sa Sainteté.
En 2008, il est nommé observateur du Saint-Siège auprès du Conseil de l'Europe à Strasbourg succédant à Vito Rallo, et occupe ce poste jusqu’en 2013.
Le 26 octobre 2013, après dix-huit années passées au service de l’Église en Europe, le pape François le nomme nonce apostolique au Venezuela (en). Il est nommé archevêque titulaire de Tamada (de) et est consacré évêque le 14 décembre 2013 par Pietro Parolin. À ce titre, il célèbre la béatification de José Gregorio Hernández.
Le 8 mai 2021, le pape François le nomme nonce apostolique près de l'Union européenne.
En plus de l'italien, il parle le français, l'anglais, l'allemand et l'espagnol.
Atteint par le Covid-19 en octobre 2021, Aldo Giordano meurt le 2 décembre 2021 à Louvain.

## Succession apostolique
Aldo Giordano a ordonné les évêques suivants :
- Évêque Ernesto José Romero Rivas (es), O.F.M. Cap. (2015)
- Archevêque Francisco Gerardo Escalante Molina (2016)

## Ouvrages
- (it) Aldo Giordano, La questione etica. Una sfida della memoria, Rome, Città Nuova, 1990 (ISBN 8831132423).
- (it) A. Giordano et F. Tomatis, Cristianesimo ed Europa. La sfida della mondialità, Rome, Città Nuova, 1993 (ISBN 8831132490).
- (it) A. Giordano, Un'altra Europa è possibile. Ideali cristiani e prospettive per il vecchio continente, Cinisello Balsamo, San Paolo, 2013 (ISBN 9788821579844).